# واکو (شرکت)
واکو (به انگلیسی: Vakko) شرکت  تولید و خرده‌فروشی پوشاک ترک است، که در سال ۱۹۳۴ توسط ویتالی هاکو تأسیس شد.